# 아더스다이커
아더스다이커 (Cephalophus adersi)는 숲에서 서식하는 작은 영양의 일종으로 잔지바르와 케냐 아라부코 소코케 국립공원에서만 발견된다. 또한 멸종 위급종이다. 붉은다이커와 하비다이커, 페테르스다이커의 아종 또는 이들의 잡종으로 추정되기도 한다. 개체수가 1,400마리 이하로 알려져 있다.